# 日比野隆司
日比野 隆司（ひびの たかし、1955年9月27日 - ）は、日本の経営者。大和証券グループ本社会長を務めている。

## 経歴
岐阜県羽島郡柳津町(現在の岐阜市)出身。岐阜高等学校を経て、1979年に東京大学法学部を卒業し、同年に大和証券に入社。2001年11月にハーバード・ビジネス・スクールに留学し、アドバンスド・マネジメント・プログラムを修了した。
2004年6月に取締役に就任し、2009年4月に副社長に就任し、2011年4月には社長に昇格した。社長在任時には、2014年3月期に最高益を更新するなど経営基盤の強化に尽力した。2017年4月から会長に就任した。日本経済団体連合会副議長。